# Verfassungsminister
Der Verfassungsminister ist der Leiter eines Ministeriums auf länder- oder nationaler Ebene, das die Aufsicht über die Wahrung der Verfassung und der verfassungsgemäßen Rechte der Bürger besitzt. In Deutschland wird das Amt vom Innenminister und dem Justizminister ausgeübt.

## Deutschland
Der Verfassungsminister ist zuständig für die Prüfung aller Rechtsetzungsvorhaben der Bundesregierung oder einzelner Bundesministerien auf ihre Vereinbarkeit mit dem Grundgesetz. Hinzu kommen Fragen des Bundestags- und Europawahlrechts, des Parteienrechts, des öffentlichen Vereinsrechts, des Versammlungsrechts, des Rechts der Europäischen Union, des Verfassungsrechts mit völkerrechtlichem Bezug sowie des Verwaltungs- und Verwaltungsverfahrensrechts. Rechtsgrundlage dafür ist § 26 Abs. 2 der Geschäftsordnung der Bundesregierung. Danach stehen den Bundesministern des Innern und der Justiz ein Widerspruchsrecht gegen Maßnahmen der Bundesregierung zu, wenn die Maßnahme mit geltendem Recht nicht vereinbar ist. Die Vorschrift hat jedoch lediglich organisationsrechtlichen Charakter. Denn eine Bindung der Bundesregierung an die Verfassung ergibt sich bereits aus Art. 1 Abs. 3 Grundgesetz.
Sowohl in den Ländern als auch im Bund ist der Posten in den Regierungen eingerichtet. In den Stadtstaaten mit Senatsverfassung (Hamburg, Bremen und Berlin) heißt der Verfassungsminister „Verfassungssenator“. 
Der Verfassungsminister leitet wie jeder andere Minister sein Ressort in eigener Verantwortung, ist aber dem Regierungschef (Bundeskanzler oder Ministerpräsident) aufgrund dessen Richtlinienkompetenz unterworfen.